# Мегрело-Абхазская война (1621—1657)
Мегрело-абхазская  война — военный конфликт, начавшийся в 1621/1623 гг. из-за соперничества правителей княжеств вышедших из состава Имеретинского царства, на основе родственных интриг и давней борьбы мегрелов и абхазов за восточную Абхазию. Ранее данные войны имели феодальный характер, особые стычки происходили в 1403, 1414, 1533 годах.. Значительная часть мегрельских поселений вплоть до Цхенис-цкали были разорены абхазами, множество мегрелов было уведено в рабство.

## История
В 1615 Абхазия получает официальную независимость, правитель Абхазии Путо Шервашидзе выдаёт свою дочь замуж за мегрельского правителя Левана Дадиани, дочь Шервашидзе была убита, или же сильно унижена Леваном, не дожидаясь атаки абхазских феодалов он вторгается в Восточную Абхазию, и практически полностью её уничтожает, Путо бежит в Мчиштинский замок и укрывается там, Дадиани получает серьёзное сопротивление в Абхазии только на реке Соуксу (Бзыпь) от абхазских князей Маршания (Амаршан, Маршани, Маршьан), абхазские и мегрельские набеги друг на друга продолжались до 1657 года, потом правитель Мегрелии умер и абхазские князья одержав победу сдвинули границу к реке Галидзга на фоне воин в Имеретии,, а в 1680-х к Ингуру.